# Saltatie (evolutietheorie)
Saltatie (van het Latijnse saltare, springen) is een plotselinge, aanzienlijke verandering in het genoom van een soort, met grote fenotypische veranderingen in de stamlijnen. Het woord wordt ook gebruikt als synoniem voor macro-mutaties.
De nadruk op saltatie als oorzaak van evolutionaire veranderingen heet saltationisme en is het tegenovergestelde idee van het gradualisme, dat kleine, opeenvolgende en accumulerende veranderingen veronderstelt. 
In de paleontologie wordt het woord soms gebruikt als eufemisme voor een onderbreking in een stamlijn of fossiele afstammingsserie.